# Provincia de Skaraborg

El escudo de Skaraborg

Skaraborg (Castillo de Skara) fue una provincia de Suecia, en la provincia histórica Vestrogotia, entre los años 1634 y 1997. La provincia, o región, está situada en los llanos planos y fértiles entre los dos lagos grandes Vänern y Vättern. El paisaje se caracteriza por tierras extensas y planas de agricultura y bosques intensos en el norte y el sureste. Las tierras de labor destacan, porque Suecia es un país con predominio de áreas forestales. La región tiene una alta proporción de campesinos, en comparación con el resto de Suecia. Skaraborg fue uno de los lugares principantes en Suecia que se convirtió a la fe cristiana. Aquí hay unas de las iglesias más viejas de Suecia y la densidad de iglesias es muy alta. Originalmente, Skara era la capital de Skaraborg, pero con las guerras contra los daneses, la administración y la sede episcopal se trasladó a Mariestad, más lejos de los enemigos. Cuando las guerras terminaron y la situación volvió a la normalidad la sede episcopal retornó a Skara pero la administración se quedó en Mariestad. La ciudad más grande de Skaraborg fue Lidköping hasta alrededor de 1920, cuando la población de Skövde sobrepasó a la de Lidköping, gracias a la resolución del estado de construir el ferrocarril entre Estocolmo y Gotemburgo a través pueblos pequeños sin caminos importantes, para estimular el crecimiento económico. La provincia se disolvió en 1997 cuando la provincia de Västra Götaland fue establecida.

## Municipios de la provincia de Skaraborg
Municipio de Essunga, Municipio de Falköping, Municipio de Grästorp, Municipio de Gullspång, Municipio de Götene, Municipio de Habo, Municipio de Hjo, Municipio de Karlsborg, Municipio de Lidköping, Municipio de Mariestad, Municipio de Mullsjö, Municipio de Skara, Municipio de Skövde, Municipio de Tibro, Municipio de Tidaholm, Municipio de Töreboda, Municipio de Vara.